# Berliner Zeitung
El Berliner Zeitung (BLZ), es un periódico diario alemán con sede en Berlín. Fue fundado en 1945 en la Alemania Oriental, aunque ha continuado publicando tras la desaparición de la República Democrática Alemana (RDA) y la reunificación alemana. El periódico, de línea editorial de centro-izquierda, está editado por Berliner Verlag y tiene su sede en la Haus des Berliner Verlages.

## Historia
El Berliner Zeitung fue publicado por primera vez el 21 de mayo de 1945 en el Berlín ocupado. Su primer redactor fue el coronel soviético Alexander Kirsanow, aunque luego la dirección pasó a ser llevada por alemanes. Tras la creación de la República Democrática Alemana en 1949, el diario pasó a propiedad del Partido Socialista Unificado de Alemania (SED). 
Tras la caída del Muro de Berlín, el Berliner Zeitung, al igual que el Berliner Kurier, fueron comprados por Gruner + Jahr y la editorial británica Robert Maxwell. Gruner + Jahr quedó como el único propietario y en 1997 relanzaron el diario con un diseño completamente nuevo, con el objetivo declarado de convertir al Berliner Zeitung en el Washington Post de Alemania. El propio periódico afirma que sus periodistas vienen tanto "del Este como del Oeste", y que tienen un estilo de periódico "joven, moderno y dinámico" para toda Alemania. Lo cierto es el único diario de la antigua Alemania oriental que ha conseguido obtener relevancia nacional tras la reunificación. En 2003 el Berliner era el mayor periódico de suscripción de Berlín y la edición semanal vendía un total de 207 800 copias, con un número estimado de lectores de 468 000.

## Difusión
La difusión pasó de 216.603 ejemplares en el primer trimestre de 1998 a 65.470 (sábados y domingos) y 63.217 (lunes a viernes) en el primer trimestre de 2023. Desde 2021, las cifras de difusión ya no se comunican a la "Informationsgemeinschaft zur Feststellung der Verbreitung von Werbeträgern" (en español: Comunidad de la información para determinar la distribución de medios publicitarios).

## Directores

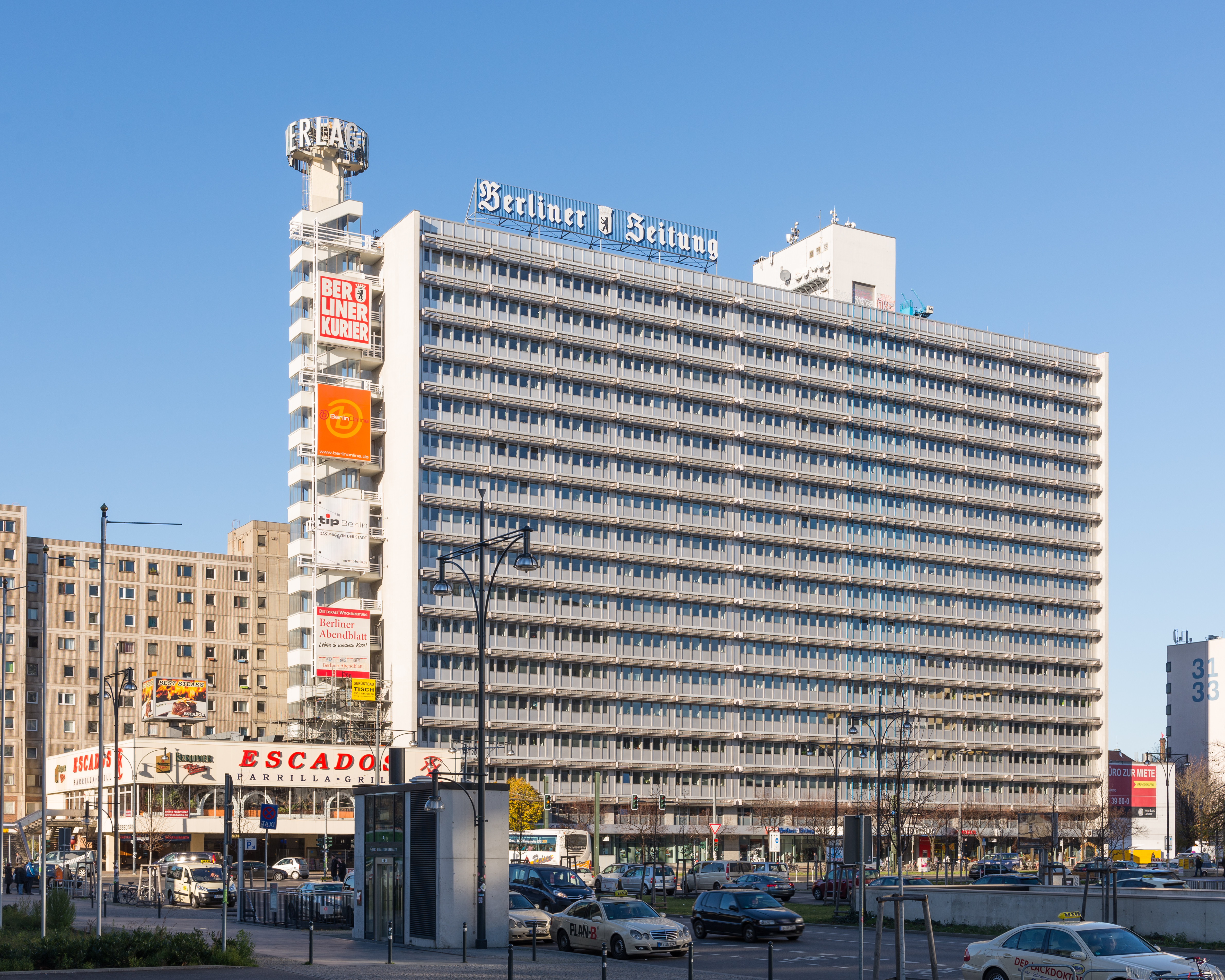
Sede central del Berliner Zeitung.

## Directores[actualizar]
| Mayo–julio de 1945       | Alexander Kirsanow |
| 1945–1949                | Rudolf Herrnstadt  |
| Mayo–julio 1949          | Gerhard Kegel      |
| Julio–septiembre de 1949 | Georg Stibi        |
| 1949–1955                | Günther Kertzscher |
| 1955–1957                | Erich Henschke     |
| 1957–1961                | Theo Grandy        |
| 1961–1965                | Joachim Herrmann   |
| 1965–1972                | Rolf Lehnert       |
| 1972–1989                | Dieter Kerschek    |
| 1989–1996                | Hans Eggert        |
| 1996–1998                | Michael Maier      |
| 1999–2001                | Martin E. Süskind  |
| 2002–2006                | Uwe Vorkötter      |
| 2006–2009                | Josef Depenbrock   |
| 2009–2012                | Uwe Vorkötter      |
| 2012-2016                | Brigitte Fehrle    |